# Championnat de France de hockey sur glace 1958-1959
Saison précédente Saison suivante
La saison 1958-1959 est la 38e saison du championnat de France de hockey sur glace.

## Bilan
17e titre de champion de France pour le Chamonix Hockey Club devant Boulogne 2e et Villard de Lans 3e.